# Куилу
Куилу (фр. Kouilou) — один из департаментов Республики Конго. Расположен на юго-востоке страны, единственный департамент страны, выходящий к Атлантическому океану. Административный центр департамента — город Лоанго. До 2004 года центром департамента был город Пуэнт-Нуар, который затем был выделен в отдельный департамент.
Департамент назван по реке Куилу.

## Население
В населении преобладают две этнические группы, вили и йомбе, говорящие на одноимённых языках.

## Административное деление
Департамент Куилу состоит из шести округов (дистриктов):
- Инда (32 995 человек)
- Какамоэка (7817 человек)
- Мадинго-Кейе (13 290 человек)
- Мвути (18 094 человек)
- Нзамби (3137 человек)
- Чамба-Нзасси (16 622 человек)